# Assassinat d'Alexandre II de Russie
L'assassinat d'Alexandre II, empereur de Russie, se produit le 13 mars 1881 (1er mars 1881 dans le calendrier julien) à Saint-Pétersbourg, alors capitale de l'empire russe. Cible d'un complot de l'organisation clandestine Narodnaïa Volia, l'empereur Alexandre II est mortellement blessé par une bombe lancée à ses pieds par un des conjurés, Ignati Grinevitski. Il meurt au palais d'Hiver à 15 h 30.
L'assassinat a été planifié par le Comité exécutif de Narodnaïa Volia (« Volonté du Peuple »), principalement par Andreï Jéliabov. Sur les quatre assassins coordonnés par Sofia Perovskaïa, deux d'entre eux commettent effectivement l'acte. Le premier, Nikolaï Ryssakov, lance une bombe qui endommage la voiture du tsar, incitant ce dernier à en descendre. C'est à ce moment-là qu'un deuxième assassin, Ignati Grinevitski, lance sa bombe qui blesse mortellement Alexandre II.
Alexandre II avait déjà survécu à plusieurs tentatives d'assassinat, y compris les tentatives de Dmitri Karakozov et Alexandre Soloviev, la tentative de dynamiter le train impérial à Alexandrovsk et le bombardement du palais d'Hiver en février 1880.
L'assassinat d'Alexandre II est commémoré à Saint-Pétersbourg par la cathédrale Saint-Sauveur-sur-le-Sang-Versé, construite sur le lieu exact de l'événement.

## Contexte politique
Au début de son règne, Alexandre II introduit plusieurs réformes agraires, les plus importantes étant la libération des serfs et la redistribution des terres. Le but de ces réformes est de moderniser l’économie russe et d’améliorer la situation des paysans. Son règne est aussi marqué par une augmentation des investissements étrangers, l’expansion des chemins de fer et l’exploitation de nouvelle ressources naturelles, conduisant à une industrialisation rapide. Cependant, les ouvriers n’avaient pas les meilleures conditions avec des salaires bas et des longues heures de travail. Les travailleurs n’avaient pas de protection sociale et les conditions de travail dans les usines étaient souvent dangereuses. Alors il y a eu un mouvement ouvrier où les travailleurs ont commencé à se regrouper pour revendiquer de meilleurs salaires et des conditions de travail plus sûres. Les grèves étaient courantes et les autorités ont souvent réagi avec violence pour les réprimer.

## Conspirateurs
Les 25 et 26 août 1879, le jour anniversaire de son couronnement, le Comité exécutif de 22 membres de Narodnaïa Volia résolut d'assassiner Alexandre II dans l'espoir que cela précipiterait une révolution. Au cours de l'année et demie suivante, plusieurs tentatives d'assassinat d'Alexandre s'étaient soldées par des échecs. Le Comité a alors décidé d'assassiner Alexandre II sur le chemin du retour au palais d'Hiver après sa visite dominicale habituelle au Manège Mikhaïlovski. Andreï Jéliabov était le principal organisateur du complot. Le groupe avait observé ses routines pendant quelques mois et a pu déduire les intentions alternatives de l'entourage. Ils ont constaté que le tsar rentrerait chez lui en passant par la rue Malaïa Sadovaïa (en) ou en conduisant le long du Canal Catherine. Si par le Malaïa Sadovaïa, le plan était de faire exploser une mine placée sous la rue. Pour mieux assurer le succès du complot, quatre lanceurs de bombes devaient flâner aux angles de la rue. Après l'explosion, tous devaient se rapprocher du tsar et utiliser leurs bombes si nécessaire. Si, au contraire, le tsar passait par le canal, il ne fallait compter que sur les lanceurs de bombes. Ignati Grinevitski, Nikolaï Ryssakov, Timofeï Mikhaïlov et Ivan Yemelyanov (en) s'étaient portés volontaires comme lanceurs de bombes.
Le groupe a ouvert une fromagerie dans l'Emporium Eliseyev sur Malaïa Sadovaïa et a utilisé l'une des pièces pour creuser un tunnel s'étendant jusqu'au milieu de la rue, où il a déposé de grandes quantités de dynamites. Les bombes portatives ont été conçues et principalement fabriquées par Nikolaï Kibaltchitch. La veille de l'attaque, Perovskaïa et Véra Figner (une des sept femmes du comité exécutif) ont aidé à assembler les bombes.
Jéliabov devait diriger l’attentat et il était prévu qu’il attaque Alexandre II avec un poignard ou un pistolet au cas où la mine et les bombes n’auraient pas suffi. Jéliabov a été arrêté deux jours avant l'attaque, à la suite de quoi sa femme Sofia Perovskaïa a pris le commandement de l’opération.

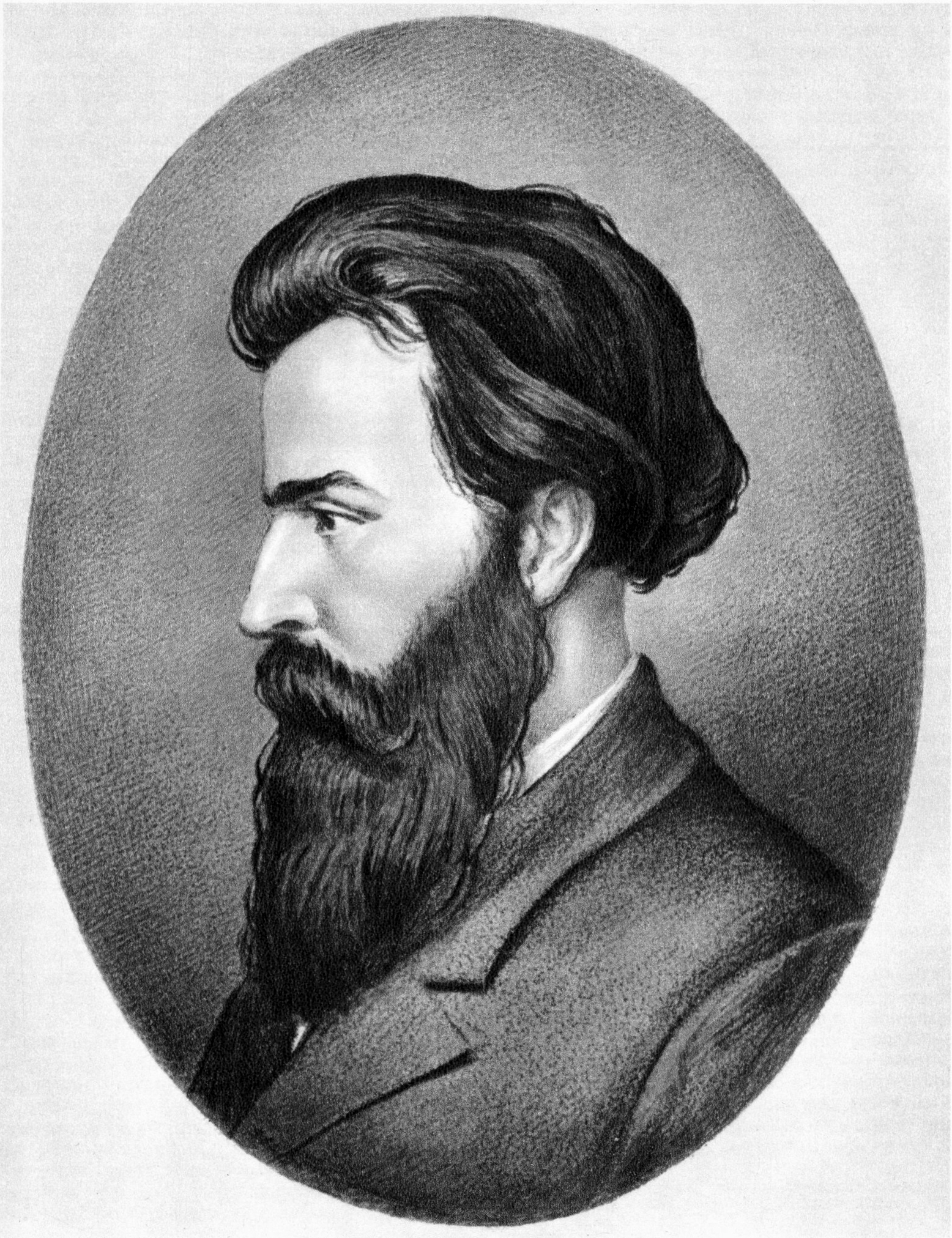
Andreï Jéliabov
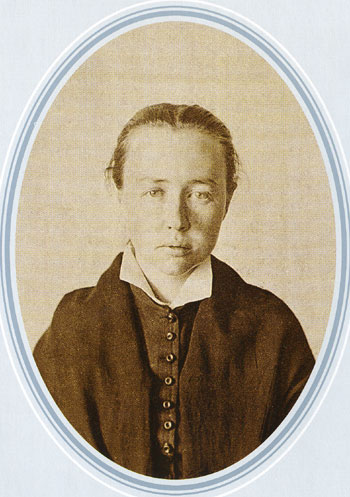
Sofia Perovskaïa
Nikolaï Ryssakov
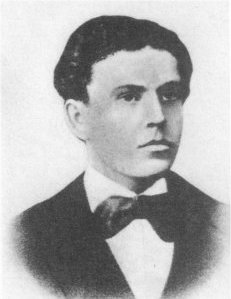
Ignati Grinevitski
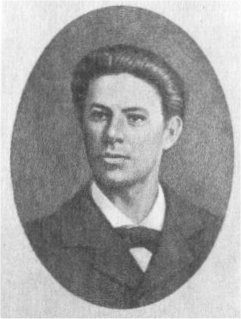
Ivan Yemelyanov (en)
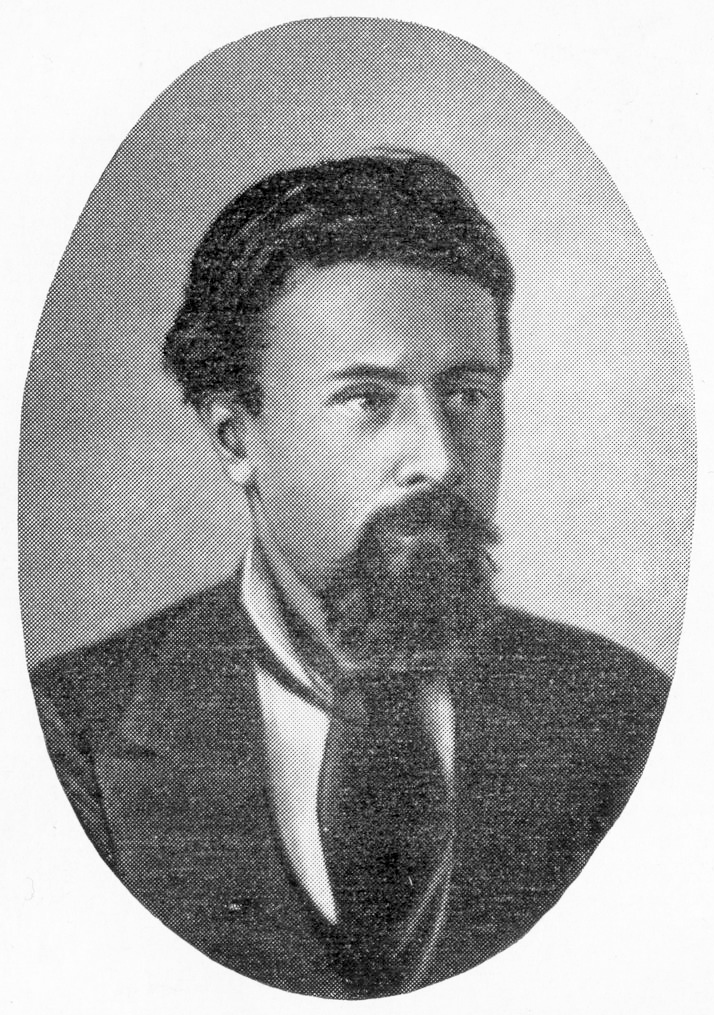
Nikolaï Kibaltchitch
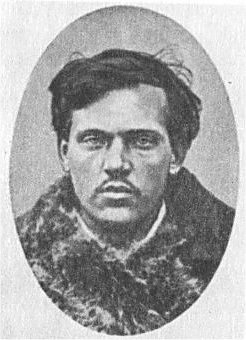
Timofeï Mikhaïlov
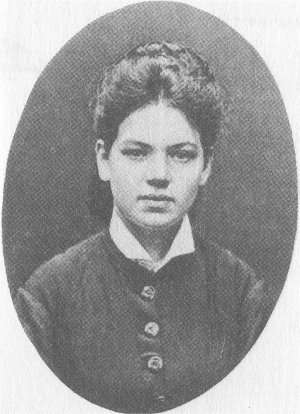
Guessia Guelfman
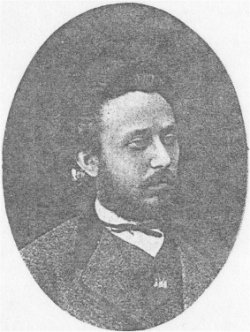
Nikolaï Sabline
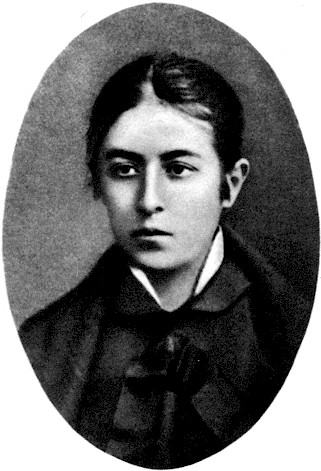
Véra Figner

## Assassinat

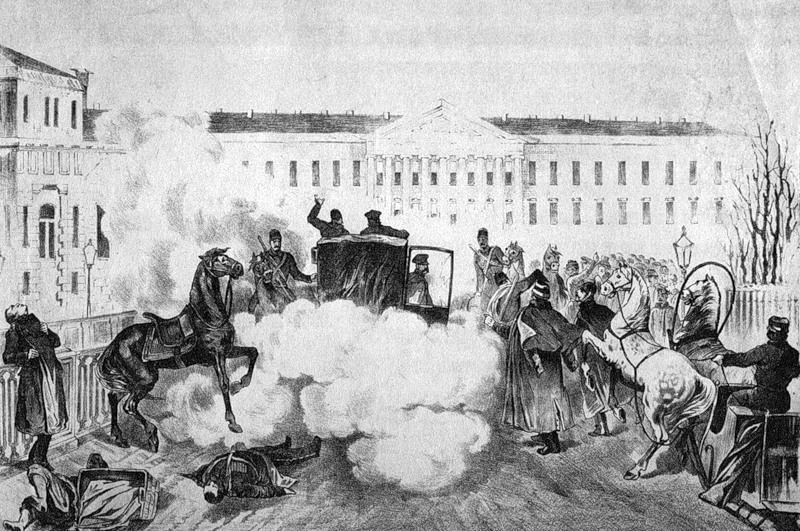
La scène de l'assassinat immédiatement après l'explosion de la première bombe.

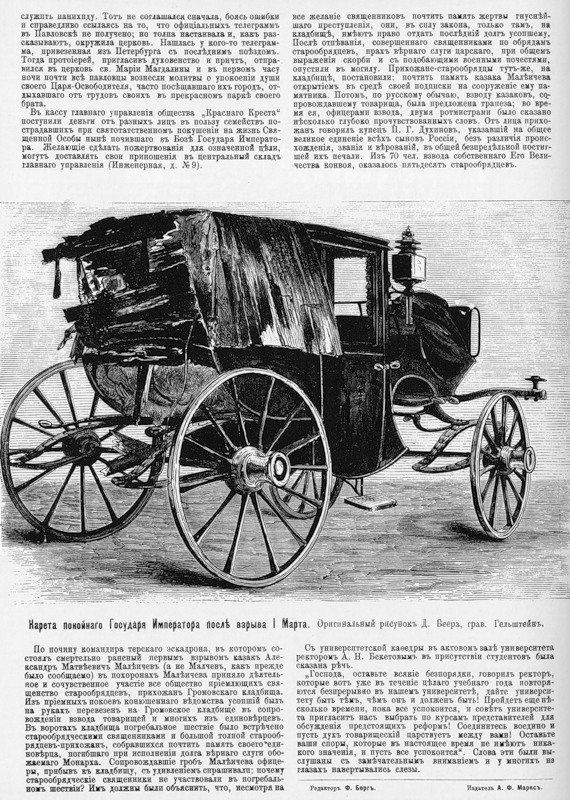
Le carrosse brisé d'Alexandre II.

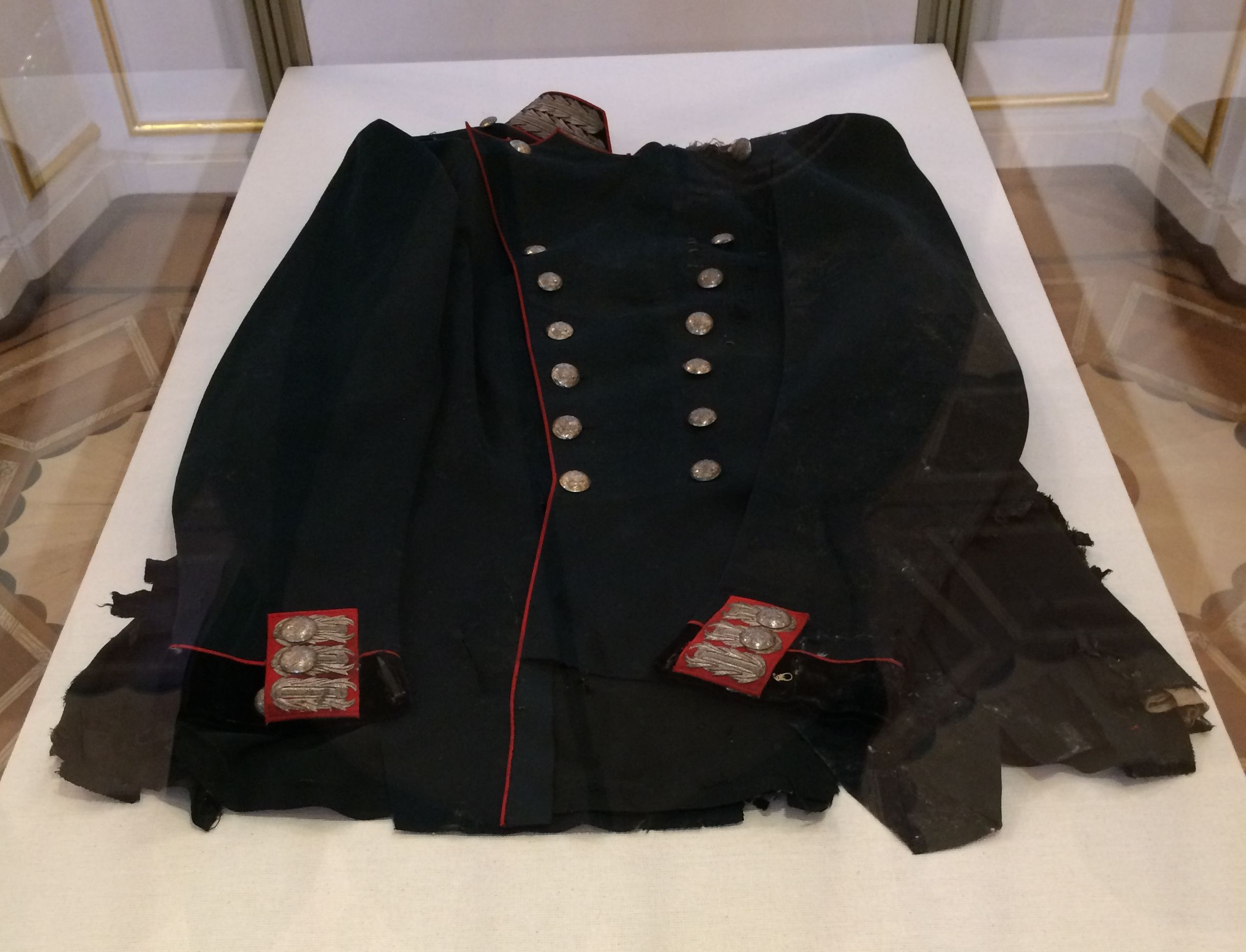
L'uniforme porté par Alexandre II lors de l'assassinat.

Le tsar voyageait à la fois vers et depuis le Manège dans une voiture fermée à deux places tirée par une paire de chevaux. Il était accompagné de cinq cosaques à cheval et de Frank (Franciszek) Joseph Jackowski, un noble polonais, avec un sixième cosaque assis à la gauche du cocher. La voiture de l'empereur était suivie de trois traîneaux transportant, entre autres, le chef de la police, le colonel Dvorzhitzky et deux officiers de la gendarmerie.
Dans l'après-midi du 13 mars, après que le tsar a observé les manœuvres de deux bataillons de la Garde au Manège, sa voiture s'engage dans la rue Bolshaya Italyanskaya, évitant ainsi la mine de Malaïa Sadovaïa. Perovskaïa sort alors un mouchoir et en se mouche, suivant un signal prédéterminé pour indiquer aux assassins d’aller vers le canal. Sur le chemin du retour, le tsar décide de rendre une brève visite à sa cousine, la grande-duchesse Catherine. Cela a donné aux conspirateurs équipés de bombes suffisamment de temps pour atteindre le canal à pied. Ils ont tous pris leurs nouvelles fonctions à l'exception de Mikhaïlov.
À 14 h 15, la voiture avait parcouru environ 150 mètres sur le quai jusqu'à ce qu'elle rencontre Ryssakov qui transportait une bombe enveloppée dans un mouchoir. Au signal donné par Perovskaïa, Ryssakov jeta la bombe sous la voiture du tsar. Le cosaque qui chevauchait derrière (Alexander Maleichev) a été mortellement blessé et est décédé plus tard dans la journée. Parmi les blessés se trouvait un paysan de quatorze ans (Nikolai Zakharov) qui servait comme livreur dans une boucherie. Cependant, l'explosion n'avait endommagé que le pare-balles du chariot. L'empereur en sortit ébranlé mais indemne. Ryssakov est alors capturé presque immédiatement. Le chef de la police Dvorzhitsky a entendu Ryssakov crier à quelqu'un d'autre dans la foule qui se rassemblait. Le cocher supplia l'Empereur de ne pas descendre. Dvorzhitzky a proposé de ramener le tsar au palais dans son traîneau. Le tsar a accepté, mais il a décidé de voir d'abord le coupable et d'évaluer les dégâts. Il a exprimé sa sollicitude pour les victimes. Aux questions anxieuses de son entourage, Alexandre a répondu : « Dieu merci, je suis intact ».
Il était prêt à repartir lorsqu'un deuxième conspirateur, Grinevitski, qui s'était approché du tsar, fit un mouvement brusque, lançant une bombe à ses pieds. Une deuxième explosion a déchiré l'air et l'Empereur et son assassin sont tombés au sol, tous deux mortellement blessés. Comme les gens s'étaient entassés près du tsar, la bombe de Grinevitski a fait plus de blessés que la première (selon Dvorzhitsky, lui-même blessé, il y avait environ 20 personnes avec des blessures plus ou moins graves). Alexandre s'appuyait sur son bras droit. Ses jambes ont été brisées sous le genou d'où il saignait abondamment, son abdomen a été déchiré et son visage a été mutilé. Grinevitski lui-même, également grièvement blessé par l'explosion, gisait à côté du tsar et du garçon boucher.
Ivan Yemelyanov, le troisième kamikaze de la foule, se tenait prêt, serrant une mallette contenant une bombe qui serait utilisée si les deux autres kamikazes échouaient. Cependant, il s'est plutôt précipité avec d'autres passants pour répondre aux appels à l'aide à peine audibles du tsar. Il pouvait à peine murmurer : « Emmenez-moi au palais… là-bas… je mourrai ». Alexander a été porté par le traîneau à son étude dans le palais d'Hiver, où presque le même jour vingt ans plus tôt, il avait signé l'Édit d'Émancipation libérant les serfs. Des membres de la famille Romanov se sont précipités sur les lieux. L'empereur mourant reçut la communion et les derniers sacrements. Lorsque le médecin traitant, Sergueï Botkine, a demandé combien de temps cela durerait, il a répondu : « Jusqu'à quinze minutes ». À 15 h 30 ce jour-là, le drapeau personnel d'Alexandre II a été abaissé pour la dernière fois.

## Arrestations, procès et punitions

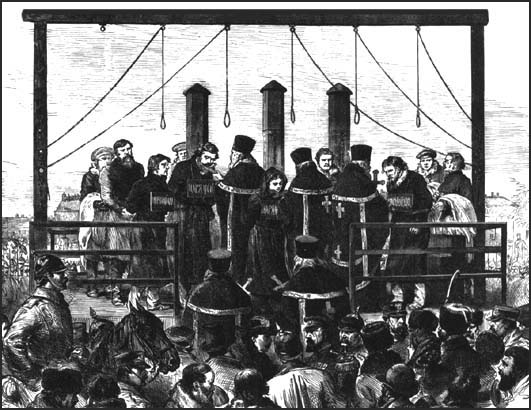
L'exécution des conspirateurs sur le terrain de parade du Régiment Semionovsky. À gauche, le bourreau Frolov, décrit comme un homme solidement bâti de la classe paysanne. Les condamnés sont de gauche à droite : Ryssakov, Jéliabov, Perovskaïa, Kibaltchitch et Mikhaïlov.

Le lanceur de la deuxième bombe mortelle, Grinevitski, a été transporté à l'hôpital militaire voisin, où il a agonisé pendant plusieurs heures. Refusant de coopérer avec les autorités ou même de donner son nom, il meurt ce soir-là. Dans une vaine tentative de sauver sa propre vie, Ryssakov, le premier lanceur de bombes qui avait été capturé sur les lieux, a coopéré avec les enquêteurs. Son témoignage permet d’identifier les autres participants et la police prépare une perquisition du siège du groupe, qui aura lieu le 15 mars, deux jours après l'assassinat. Guelfman a été arrêté et Sabline a tiré plusieurs coups de feu sur la police, puis s'est suicidé pour éviter d'être capturé. Mikhaïlov a été capturé dans le même bâtiment le lendemain après une brève fusillade. La police tsariste a appréhendé Sofia Perovskaïa le 22 mars, Nikolaï Kibaltchitch le 29 mars et Ivan Yemelyanov le 14 avril.
Jéliabov, Perovskaïa, Kibaltchitch, Guelfman, Mikhaïlov et Ryssakov ont été jugés par le Tribunal spécial du Sénat au pouvoir du 26 au 29 mars et condamnés à mort par pendaison. La sentence a été exécutée le 15 avril 1881. Dans le cas de Guessia Guelfman, son exécution a été différée en raison de sa grossesse. Alexandre III a commué plus tard sa condamnation à mort en katorga (travail forcé) pour une durée indéterminée. Elle mourut d'une complication postnatale en janvier 1882 et sa petite fille ne lui survécut pas longtemps.
Yemelyanov a été jugé l'année suivante et a été condamné à la réclusion à perpétuité avec travaux forcés. Cependant, il a reçu une grâce du tsar après avoir purgé 20 ans. Véra Figner est restée en liberté jusqu'au 10 février 1883. Pendant ce temps, elle a orchestré l'assassinat du maire général Strelnikov, le procureur militaire d'Odessa. En 1884, Figner est condamné à mort par pendaison qui est ensuite commuée en travaux forcés à durée indéterminée. Elle a également servi pendant 20 ans jusqu'à ce qu'un plaidoyer de sa mère mourante persuade le dernier tsar, Nicolas II, de la libérer.

## Conséquences pour les Juifs
Alexandre II avait instauré une politique de tolérance à l'égard des Juifs. Sous son règne, les taxes spéciales sur les Juifs sont supprimées et ceux qui ont terminé leurs études secondaires sont autorisés à vivre en dehors de la zone de peuplement et peuvent prétendre à un emploi dans l'État. Un grand nombre de Juifs instruits s'installent aussitôt que possible à Moscou, à Saint-Pétersbourg et dans d'autres grandes villes.
Le rôle exact de Guessia Guelfman dans cet attentat n'apparaît pas clairement, et ses origines juives sont soulignées,. Un autre conspirateur, Ignati Grinevitski, passe aussi pour être juif, bien que cette croyance semble n'avoir reposé sur aucune base solide.
Alexandre III, qui succède à son père après l'assassinat de celui-ci, revient sur la politique de tolérance à l'égard des Juifs, et des pogroms se déclenchent à travers tout l’empire.

## Sanctuaire

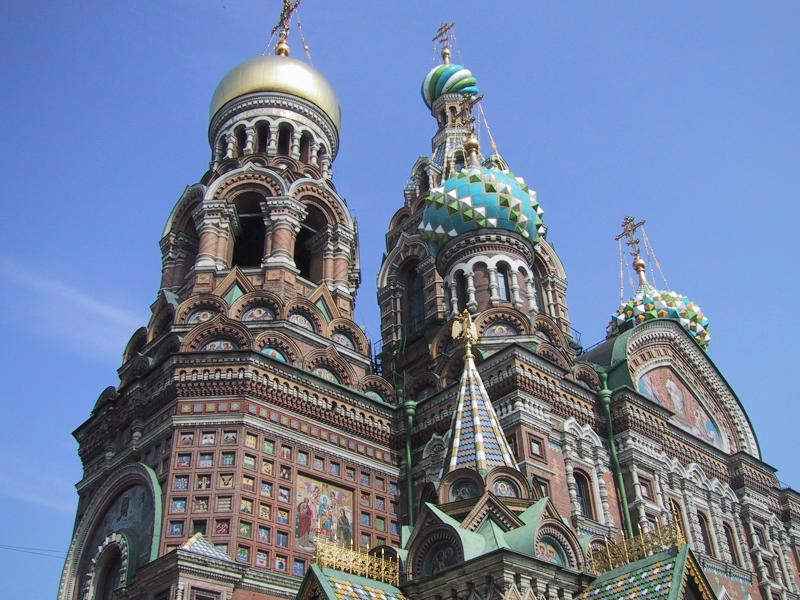
L'église du Sauveur sur le sang a été érigée sur le site de l'assassinat.

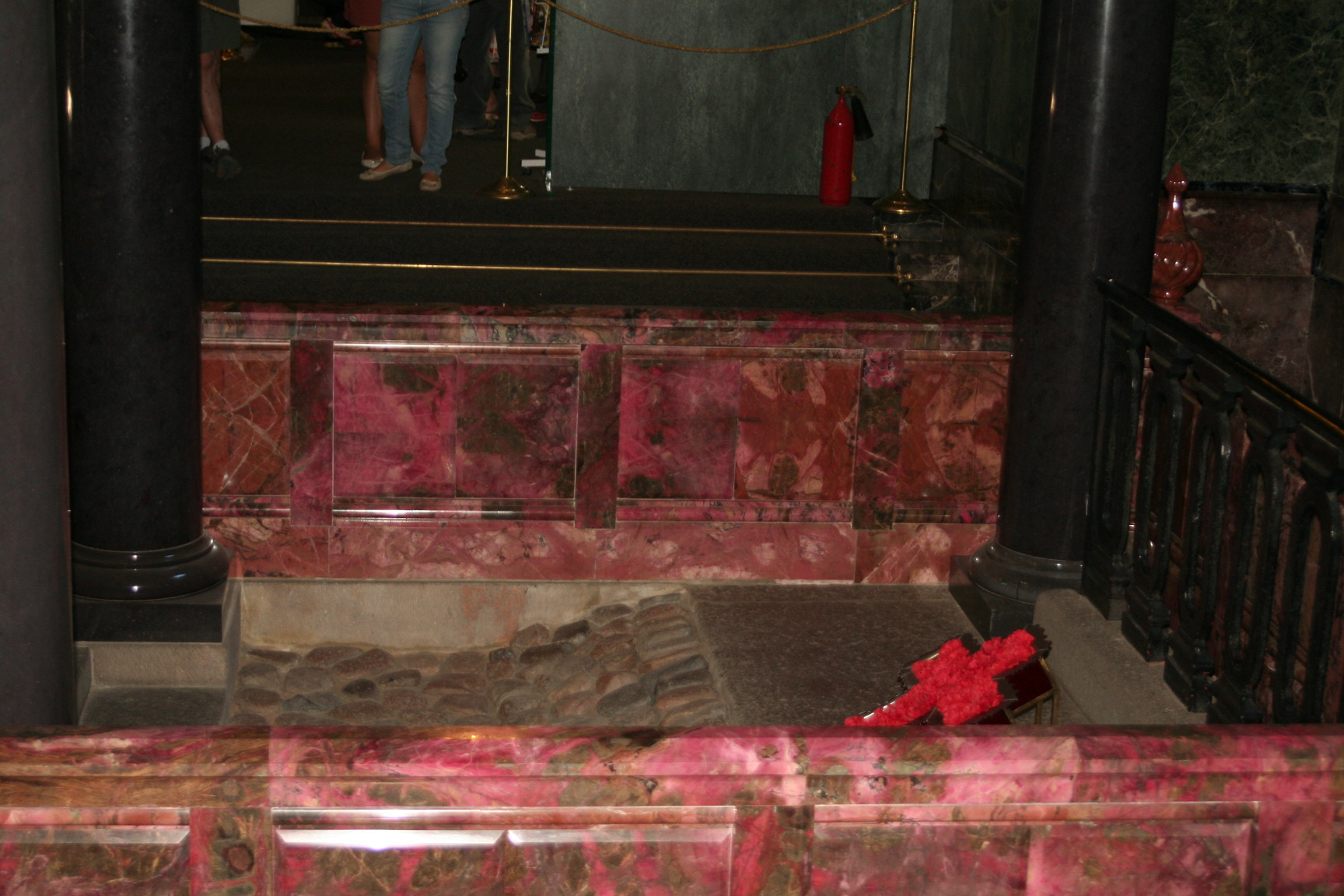
Les pavés de l'ancienne route, les dalles du trottoir et la rambarde en fer qui borde le quai où a eu lieu l'assassinat.

Un sanctuaire temporaire a été érigé sur le site de l'attaque tandis que des plans et une collecte de fonds pour un mémorial plus permanent étaient entrepris. Afin de construire un sanctuaire permanent à l'endroit exact où l'assassinat a eu lieu, il a été décidé de rétrécir le canal afin que le tronçon de route sur lequel le tsar avait conduit puisse être inclus dans les murs de l'église. Le mémorial permanent a pris la forme de l'église du Sauveur sur le sang. La construction a commencé en 1883 sous Alexandre III et s'est achevée en 1907 sous Nicolas II. Un sanctuaire élaboré, en forme de ciboire, a été construit à l'extrémité de l'église en face de l'autel, sur le lieu exact de l'assassinat d'Alexandre. Il est agrémenté de topaze, de lazurite, et d'autres pierres semi-précieuses, faisant un contraste saisissant avec les simples pavés de l'ancienne route, qui sont exposés dans le sol du sanctuaire.